# Llinars del Vallès
Llinars del Vallès est une commune de la province de Barcelone, en Catalogne, en Espagne, de la comarque du Vallès Oriental.

## Géographie
La commune est située à proximité de Cardedeu et Granollers, à 35 km de Barcelone.
|                    | Sant Antoni de Vilamajor | Sant Pere de Vilamajor (sur 120 m), Santa Maria de Palautordera |
| Cardedeu           | Llinars del Vallès       | Vilalba Sasserra                                                |
| La Roca del Vallès | Dosrius                  |                                                                 |